# Menhir de Llanddyfnan
Le menhir de Llanddyfnan est un mégalithe datant de l'Âge du bronze situé à Llanddyfnan, dans l'île d'Anglesey, au Pays de Galles.

## Situation
Le menhir est situé dans le sud-est de l'île d'Anglesey ; il se dresse dans un champ bordant la route B5109 qui relie Pentraeth à Talwrn (en).

## Description
La pierre est couverte de lichen et mesure 2,60 m de hauteur pour 60 cm de largeur.
Au début du XXe siècle, le menhir était fortement incliné ; il fut redressé dans les années 1970 ou 1980.